# Lem Ferreira
Lem Ferreira est un quartier de la ville de Praia, capitale du Cap-Vert sur l'île de Santiago. 

## Présentation
Lem Ferreira est situé directement à l'est du centre-ville (Platô), sur la rive orientale de la Ribeira da Trindade. 
Ses quartiers voisins sont Agua Funda au nord-est, Achada Grande Frente à l'est et au sud ainsi que Platô et Praia Negra à l'ouest.
Sa population était de 1 456 habitants au recensement de 2010.